# Брадлянський потік (притока Дубнічки)
Брадлянський потік (словац. Bradliansky potok) — річка в Словаччині, права притока Дубнічки, протікає в окрузі  Бановці-над-Бебравою.
Довжина приблизно 2.4-3.0 км. Витік знаходиться в масиві Подунайські пагорби (геоморфологічна підодиниця Нітранські пагорби); на висоті близько 295—300 метрів.
Протікає територією села Дубнічка. Впадає у Дубнічку на висоті приблизно 250—255 метрів.